# Olivier Gendebien
Olivier Gendebien, belgijski dirkač Formule 1, * 12. januar 1924, Bruselj, Belgija, † 2. oktober 1998, Les Baux-de-Provence, Bouches-du-Rhône, Francija.
Olivier Gendebien je pokojni belgijski dirkač Formule 1. Debitiral je v sezoni 1956 in že na svoji prvi dirki za Veliko nagrado Argentine je dosegel prvo uvrstitev med dobitnike točk s petim mestom. V tej sezoni je dirkal le še enkrat, toda odstopil. Po sezoni premora točk ni osvojil tudi v sezoni 1958, ko je na treh dirkah dvakrat odstopil, enkrat pa za mesto zgrešil uvrstitev med dobitnike točk s šestim mestom. V sezoni 1959 je dirkal na dveh dirkah in na Veliki nagradi Francije je osvojil četrto mesto, svojo najboljšo uvrstitev do naslednje sezone 1960, ko je s tretjim mestom na domači dirki za Veliko nagrado Belgije in drugim mestom na Veliki nagradi Francije dosegel edini uvrstitvi na stopničke v karieri. V sezoni 1961 je nastopil na treh dirkah in poleg dveh odstopov je dosegel še četrto mesto na domači dirki za Veliko nagrado Belgije, to pa je bila njegova zadnja sezona v Formuli 1. Vzporedno z dirkanjem v Formuli 1 pa je nastopal tudi na dirkah za 24 ur Le Mansa, kjer je dosegel kar štiri zmage v letih 1958, 1960, 1961 in 1962, trikrat v paru s Philom Hillom, enkrat pa z Paulom Frèrejem. Leta 1998 je umrl na svojem domu v južnofrancoski vasi Les Baux de Provence.

## Popolni rezultati Formule 1
(legenda) (odebeljene dirke pomenijo najboljši štartni položaj, poševne pa najhitrejši krog, †-uvrščen kljub odstopu)
| Leto | Moštvo                    | Šasija             | Motor       | 1       | 2   | 3     | 4     | 5       | 6     | 7    | 8      | 9   | 10      | 11      | Prv | Toč |
| ---- | ------------------------- | ------------------ | ----------- | ------- | --- | ----- | ----- | ------- | ----- | ---- | ------ | --- | ------- | ------- | --- | --- |
| 1956 | Scuderia Ferrari          | Ferrari 555        | Ferrari I4  | ARG 5   | MON | 500   | BEL   |         |       |      |        |     |         |         | 23. | 2   |
| 1956 | Scuderia Ferrari          | Lancia-Ferrari D50 | Lancia V8   |         |     |       |       | FRA ret | VB    | NEM  | ITA    |     |         |         | 23. | 2   |
| 1958 | Scuderia Ferrari          | Ferrari Dino 246   | Ferrari V6  | ARG     | MON | NIZ   | 500   | BEL 6   | FRA   | VB   | NEM    | POR | ITA ret | MAR ret | -   | 0   |
| 1959 | Scuderia Ferrari          | Ferrari Dino 246   | Ferrari V6  | MON     | 500 | NIZ   | FRA 4 | VB      | NEM   | POR  | ITA 6  | ZDA |         |         | 15. | 3   |
| 1960 | Yeoman Credit Racing Team | Cooper T51         | Climax I4   | ARG     | MON | 500   | NIZ   | BEL 3   | FRA 2 | VB 9 | POR 7  | ITA | ZDA 12  |         | 6.  | 10  |
| 1961 | Equipe Nationale Belge    | Emeryson Mk2       | Maserati I4 | MON DNQ | NIZ |       |       |         |       |      |        |     |         |         | 14. | 3   |
| 1961 | Scuderia Ferrari          | Ferrari 156        | Ferrari V6  |         |     | BEL 4 | FRA   | VB      | NEM   | ITA  |        |     |         |         | 14. | 3   |
| 1961 | UDT-Laystall Racing Team  | Lotus 18/21        | Climax I4   |         |     |       |       |         |       |      | ZDA 11 |     |         |         | 14. | 3   |